# 小雀花
小雀花（学名：Campylotropis polyantha）为豆科杭子梢属下的一个种。

## 扩展阅读
- 維基物種上的相關：小雀花